# バイシン

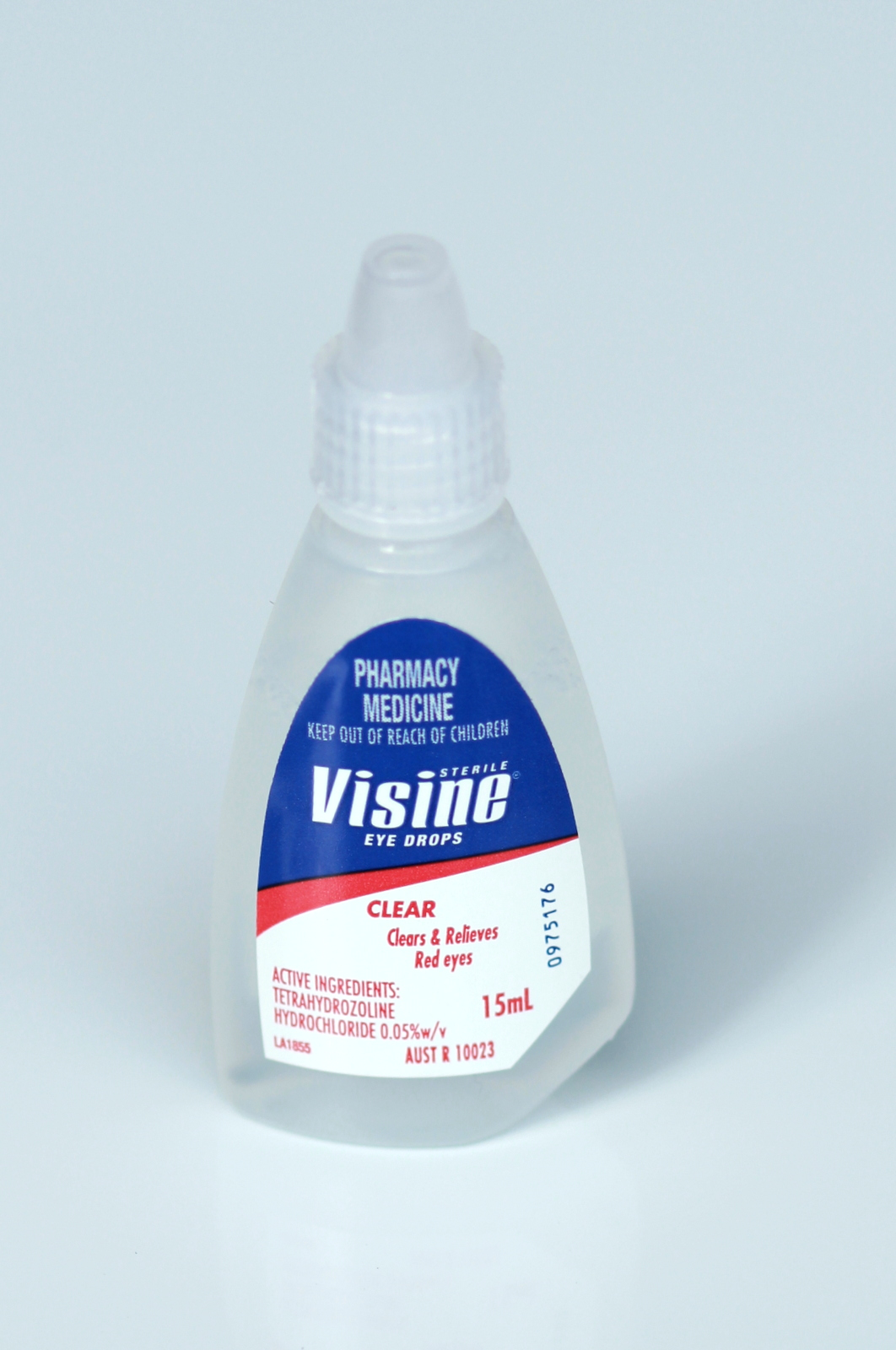
バイシン 15mlボトル

バイシン（ばいしん、英文:Visine）は、ジョンソン・エンド・ジョンソンが製造し、武田コンシューマーヘルスケア（現：アリナミン製薬）が販売していた目薬のブランド名である。

## 製品概要
- 1988年にファイザー製薬が発売し、テレビCMに小林聡美を起用した[1]。
- 2度のフルリニューアルを経て、充血に有効な点眼薬として知られる。
- 2007年8月から、ファイザーの一般用医薬品事業を譲受けたジョンソン・エンド・ジョンソンが製造・販売を行う。
- 2012年8月1日に、禁煙補助剤「ニコレット」の日本独占販売契約を締結している武田薬品工業が、「バイシン」を含む他ブランドで日本独占販売契約を締結し、同年10月から武田薬品工業での販売を開始した。
- 武田は、千寿製薬が製造する「マイティア」を販売しており、「バイシン」と「マイティア」の2ブランド体制となった。
- 2017年4月1日に、武田薬品工業が日本国内向けコンシューマーヘルスケア事業を分社化したことに伴い、武田コンシューマーヘルスケア（2021年4月1日にアリナミン製薬に社名変更）へ継承した。
- 2020年に全製品の製造が終了となり、武田コンシューマーヘルスケアが販売する目薬は千寿製薬が製造する「マイティア」へ一本化された。（なお、千寿製薬は2024年3月29日をもってアリナミン製薬向けの「マイティア」の販売を終了し、同年4月1日より第一三共ヘルスケアとの間で販売提携を締結。「バイシン」ブランドの実質的な後継品である「マイティアV」と「マイティアVプラス」はパッケージデザインを変更して同社での販売へ移行された）。

## 歴史
- 1988年 - ファイザー製薬が「バイシン」の発売を開始。

この間、清涼感タイプの「バイシンクール」をはじめ、「バイシンアルケア」、「バイシン40E」、「バイシンTR」を発売する。
- 1996年4月 - ファイザー製薬がビタミンやパンテノールを配合した「バイシンプラス」を発売。
- 2000年5月 - ファイザー製薬が「バイシン」シリーズのフルリニューアル（1回目）を実施。
  - 容量を15mlから10mlに変更し、全アイテムクリアボトルに統一。
  - 不正改ざん防止のため、目薬では初めてのキャップシール一体形のシュリンクラベルを採用。
  - 新容量に伴い、メーカー希望小売価格の値下げを実施。
- ※「バイシンアルケア」は同年11月に上記のリニューアルを行う。このフルリニューアルにより、「バイシン40E」、「バイシンTR」は販売を終了する。
- 2001年11月 - ファイザー製薬がクロモグリク酸ナトリウムを配合したアレルギー専用目薬「バイシンアルメディクール」を発売。
- 2002年9月 - ファイザー製薬が天然型ビタミンE・タウリンなどを配合した「バイシン40E」を発売。約2年ぶりの販売再開となった。
- 2003年2月 - ファイザー製薬が「バイシン」シリーズのフルリニューアル（2回目）を実施
  - パッケージ正面に各製品の特徴を明記し、裏面の説明内容を改訂。外箱も従来より幅を小さくした
  - パッケージ正面・裏面に清涼感レベルを記載
  - 更なる不正改ざん防止策として、「ピロー包装」を採用

※「バイシンアルケア」、「バイシン40E」も同年5月に上記のリニューアルを行う。
- 2003年8月1日 - ファイザー製薬がファルマシアと統合し、ファイザーに社名変更。
- 2003年10月 - ファイザーが清涼感タイプの「バイシンハーブクール」と超清涼感タイプの「バイシンディープクール」を発売。この2製品の発売により、「バイシンクール」の販売を終了する。
- 2004年6月 - ファイザーが「バイシンプラス」の処方を強化したビタミン強化タイプ「バイシンプラスII」を発売。
- 2005年4月 - ファイザーが硫酸亜鉛を配合したUVケアの目薬「バイシンUV」を発売。
- 2005年9月 - ファイザーがハード・O2コンタクトレンズに対応した「バイシンO2ハード」を発売。
- 2006年8月 - ファイザーが高粘度タイプの目薬「バイシンモイスト」を発売。
- 2007年8月 - ジョンソン・エンド・ジョンソンがファイザーの一般用医薬品部門を譲受ける。これにより、「バイシン」はジョンソン・エンド・ジョンソンの商品となる。
- 2007年12月 - ジョンソン・エンド・ジョンソンがアレルギー専用眼科用薬「バイシンアルメディモイスト」を発売。
- 2009年2月 - ラインナップを整理し、7アイテムに集約。
- 2009年3月 - 「バイシン」「バイシンディープクール」「バイシンプラスII」「バイシンモイスト」「バイシンUV」のパッケージを一新。「バイシンプラス」を廃止。
- 2011年2月 - ジョンソン・エンド・ジョンソンが「バイシンウェイクアップキュア」を発売。
- 2012年10月1日 - 同年8月に締結した日本での独占販売契約に基づき、販売を武田薬品工業へ移管。
- 2017年4月1日 - 武田薬品工業の日本国内向けコンシューマーヘルスケア事業の分社化に伴い、販売を武田コンシューマーヘルスケア（現：アリナミン製薬）へ移管。
- 2020年 - 全製品の製造を終了。4月1日に「バイシン」の実質的な後継製品ととして、千寿製薬が製造する「マイティアV」が発売された。

## 製品ラインナップ
以下はすべて製造終了品である。
- バイシン（清涼感レベル：1）【第2類医薬品】
- バイシンディープクール（清涼感レベル：5）【第2類医薬品】
- バイシンウェイクアップキュア（清涼感レベル：3.5）【第2類医薬品】
- バイシンプラスII（清涼感レベル：2.5）【第2類医薬品】
- バイシンUV（清涼感レベル：3.5）【第2類医薬品】
- バイシンモイスト（清涼感レベル：2）【第2類医薬品】（製造販売元：東亜薬品）
- バイシンアルメディモイスト（清涼感レベル：2・アレルギー専用）【第2類医薬品】（製造販売元:東亜薬品）
- バイシンTR
- バイシンクール
- バイシンハーブクール（清涼感レベル：3.5・適度な清涼感タイプ）
- バイシンO2ハード（清涼感レベル：1・レンズしたまま点眼タイプ）
- バイシン40E（清涼感レベル：2・ビタミン配合タイプ）
- バイシンアルケア（清涼感レベル：2.5・清涼感タイプ）
- バイシンアルメディクール（清涼感レベル：2.5・アレルギー専用清涼感タイプ）
- バイシンプラス（清涼感レベル：3.5・ビタミン配合タイプ）